# NGC 1683
NGC 1683 je galaksija u zviježđu Orionu.

## Vanjske poveznice
- SEDS: NGC 1683